# اوکو تنهیش
اوکو تنهیش چهارمین پادشاه از خاندان دوم اوان بود که بین سال‌های حدود ۲۵۵۰ تا ۲۲۷۰ پیش از میلاد حکمرانی می‌کرد. این دوره با حکومت سارگن اکدی (۲۳۳۴–۲۲۷۹ پ.م) همزمان بود.

## جایگاه تاریخی
اوکو تنهیش پس از تته یکم به قدرت رسید. نام او در فهرست شاهان شوش ذکر شده، اما جزئیات زندگی یا اقداماتش نامشخص است.
در این دوره، اکدی‌ها به رهبری سارگن و ریموش به ایلام لشکرکشی کردند، اما این حملات بیشتر برای غارت بود تا فتح دائم.

## گمانه‌ها درباره محل حکومت
مکان دقیق پادشاهی اوان نامشخص است، اما برخی پژوهشگران آن را نزدیک شوش، دزفول، یا حتی استان فارس (انشان) می‌دانند.